# Парретт, Дин
Дин Гэри Парретт (англ. Dean Gary Parrett ; 16 ноября 1991, Хампстед) — английский футболист, полузащитник, представлявший различные юношеские сборные Англии.

## Карьера

### Тоттенхэм Хотспур
Дин родился в деревне Хэмпстед, Лондон. Парретт подписал контракт с академией «Тоттэнхема», перейдя из молодёжной команды «Куинз Парк Рейнджерс» в феврале 2007 года. Дин дебютировал за «шпор» в матче Кубка УЕФА против донецкого «Шахтера» 19 февраля 2009 года. Позже, 17 сентября того же года, Дин перешёл в аренду, сроком на один месяц, в клуб «Олдершот Таун», команду из Второй Лиги. «Олдершот» желал увеличить срок аренды, но вместо этого, Парретт вернулся в «Тоттэнхэм» 23 октября, после того, как сыграл в четырёх играх. Он подписал новый трехлетний контракт на «Уайт Харт Лейн» в августе 2010 года, прежде чем присоединиться к клубу «Плимут Аргайл», на правах аренды, до конца сезона 2010/11. В этому клубе он забил свой первый гол в карьере, в победном матче против клуба «Бристоль Роверс». 10 ноября 2010 года, по соглашению сторон, Парретт досрочно завершил пребывание в аренде у «пилигримов».